# Suleiman Abusaidowitsch Kerimow

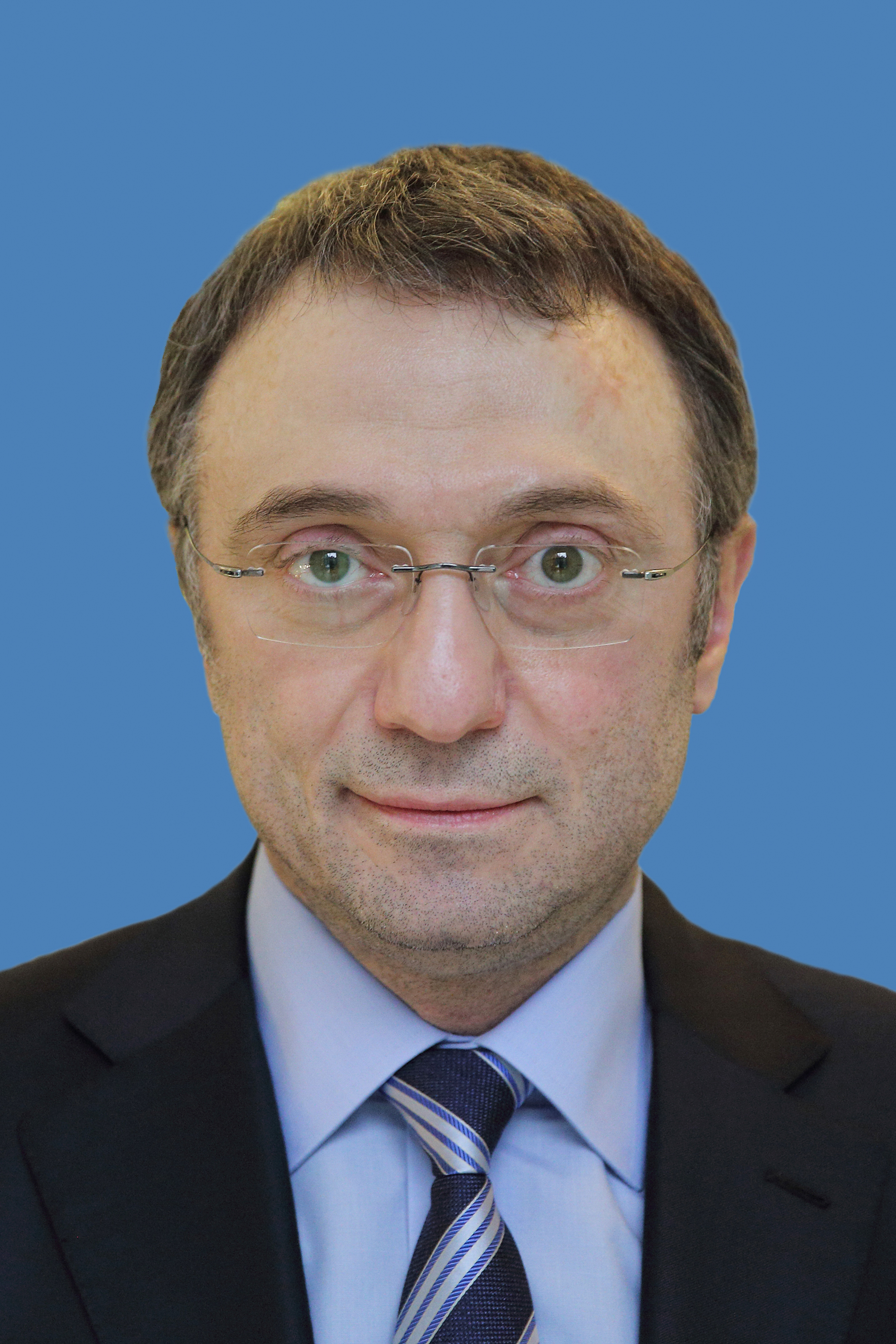
Suleiman Abusaidowitsch Kerimow, 2016

Suleiman Abusaidowitsch Kerimow (russisch Сулейман Абусаидович Керимов; * 12. März 1966 in Derbent, Dagestanische ASSR) ist ein russischer Parlamentsabgeordneter und Oligarch. Er war laut dpa (2008) einer der reichsten Männer der Welt mit 17,5 Mrd. US$ Vermögen (Nr. 35). Für 2009 taxierte ihn Forbes nur noch auf 3,1 Mrd. Dollar, womit er sich auf Platz 196 weltweit befand. Im Jahr 2011 wurde er der Welt als Großinvestor des Fußballclubs Anschi Machatschkala bekannt und laut Forbes mit 7,8 Mrd. Dollar auf Platz 118 gelistet.

## Leben
Kerimow gehört der kaukasischen Volksgruppe der Lesgier an. 1989 machte er an der Staatlichen Universität Dagestans einen Abschluss in Wirtschaftswissenschaften, im Anschluss arbeitete er in einem Elektronikkombinat in seiner Heimatregion.
Er steht hinter der Investmentfirma Nafta Moskau, die bei mehreren Banken und auch bei Yukos eingestiegen war, und galt als größter Aktionär des fünftgrößten Silberproduzenten der Welt (und gleichzeitig größten russischen Silberexporteurs) Polymetall, der im 1. Quartal 2007 an die Börse gegangen war. Laut Presseberichten im Juni schien er einen Ausstieg aus Russland zu versuchen und in großem Stil Aktien der Deutschen Bank und anderer westlicher Geldhäuser zu kaufen. Für ihn dürften Investitionen im Westen weniger riskant sein, sagte ein Moskauer Finanzexperte dem Kommersant. Der Zeitung zufolge hatte Kerimow Ende 2007 rund drei Prozent an der Deutschen Bank gehalten. Zudem habe er jeweils etwa ein Prozent an den Banken UBS, Morgan Stanley und Credit Suisse erworben. 2010 erwarb er jedoch von Dmitri Jewgenjewitsch Rybolowlew für über 5 Mrd. $ dessen Aktienpaket an Uralkali.
Im Dezember 2007 wurde Kerimow vom Parlament seiner Heimatregion Dagestan zu dessen Vertreter im Föderationsrat, dem russischen Oberhaus, gewählt. Zuvor hatte er für die Ultranationalisten LDPR („Liberaldemokraten“) von Wladimir Schirinowski im Unterhaus, der Staatsduma, gesessen.
Im April 2007 erklärte Schirinowski, Kerimow sei aus der Fraktion ausgeschlossen worden, weil er sich geweigert habe, an Regionalwahlen im März teilzunehmen. Beobachter werteten den Weggang aber als Schlag für Schirinowski, weil Kerimow als einer seiner größten Finanziers galt. Danach wurde Kerimow zur Fraktion der regierungstreuen Partei Einiges Russland gezählt, die ihn jedoch zur Wahl im Dezember 2007 nicht mehr aufstellte.
Schirinowski und Kerimow besuchten 1998 den Irak und sind angeblich in den Öl-für-Lebensmittel-Programm-Skandal verwickelt.
Im Rahmen des Kali-Konflikts zwischen der russischen Uralkali und der belarussischen Belaruskali wurde Kerimow seitens der belarussischen Behörden als größtem Einzelaktionär der Uralkali „Machtmissbrauch und Missbrauch der Amtsstellung“ vorgeworfen. Im November 2013 gab Kerimow auf und veräußerte seine Anteile.
Im November 2017 wurde Kerimow am Flughafen Nizza verhaftet und steht seitdem wegen des Vorwurfs umfangreicher Geldwäsche vor Gericht in Aix en Provence.
Im April 2018 wurde Kerimow auf eine Liste der Sanktionen der Vereinigten Staaten gesetzt. Anfang März 2022 setzte die Europäische Union Kerimow auf eine Sanktionsliste.
Im Juni 2022 wurde von der US-amerikanischen Regierung das Unternehmen Heritage Trust mit Sitz in Delaware konfisziert.

## Privates
Kerimow ist verheiratet und hat drei Kinder.
Er war bis Dezember 2016 Besitzer des russischen Fußballvereins Anschi Machatschkala und soll laut Kicker Sportmagazin den mittlerweile aufgelösten Moskauer Vorortklub Saturn Ramenskoje mit 50 Millionen Euro unterstützt haben. Auch der Boxer Sultan Ibragimow wurde von ihm gesponsert.
Ende 2006 erlitt Kerimow mit einem Ferrari Enzo Ferrari Verbrennungsverletzungen durch einen schweren Unfall bei Nizza in Südfrankreich.
Kerimow soll nach Medienberichten Eigentümer der Luxusyacht Solandge sein. Diese Behauptung konnte aber nicht bestätigt werden: Es gäbe keine Erkenntnisse darüber, dass jemand an dem Schiff beteiligt sei, der auf der EU-Sanktionsliste stehe. „Die deutschen Behörden sind allen bekannten Hinweisen intensiv nachgegangen, auch unter Beteiligung internationaler Partner“, zitiert der Norddeutsche Rundfunk einen Sprecher des Bundeswirtschaftsministeriums.
Kerimow soll zudem Eigentümer der konfiszierten Megayacht Amadea sein.